# Шахтёр (футбольный клуб, Ткуарчал)
«Шахтёр» — профессиональный футбольный клуб из города Ткуарчал. Принимает участие в розыгрыше чемпионата Абхазии.
Согласно источникам клуб основан в 1949 году
Домашние матчи команда проводит в городе Очамчира, на Стадионе имени Виталия Дараселия. Вместимостью около 1500 мест